# Письменка
Письменка (устар. Писмянка) — река в России, протекает в Оренбургской области. Устье реки находится в 1583 км по правому берегу реки Урал. Длина реки составляет 18 км.

## Данные водного реестра
По данным государственного водного реестра России относится к Уральскому бассейновому округу, водохозяйственный участок реки — Урал от города Орск до впадения реки Сакмара, речной подбассейн реки — подбассейн отсутствует. Речной бассейн реки — Урал (российская часть бассейна).
Код объекта в государственном водном реестре — 12010000812112200004157.